# PGC 2155218
LEDA/PGC 2155218 ist eine Galaxie im Sternbild Bärenhüter am Nordsternhimmel. Sie ist schätzungsweise 882 Millionen Lichtjahre von der Milchstraße entfernt. 

Im selben Himmelsareal befinden sich u. a. die Galaxien NGC 5966, IC 4557, IC 4560, IC 4563.